# Усть-Игнашиха
Усть-Игнашиха (каз. Усть-Игнашиха) — упразднённое село в Зыряновском районе Восточно-Казахстанской области Казахстана. Ликвидировано в 1980-е годы.

## Географическое положение
Располагалось на реке Бухтарма в 4 км к северо-востоку от села Богатырёво.

## Население
На карте 1984 г. в селе значится 3 жителя.